# Санчес, Исаак
Исаак Матео Санчес Кортес (исп. 
Isaac Mateo Sánchez Cortez; род. 8 июня 2006) — эквадорский футболист, нападающий клуба «Универсидад Католика Кито».

## Клубная карьера
Санчес — воспитанник клуба «Универсидад Католика Кито». 17 августа 2023 года в матче против «Аукас» он дебютировал в эквадорской Примере. 

## Международная карьера
В 2023 году в составе юношеской сборной Эквадора Троя принял участие в домашнем юношеском чемпионате Южной Америки. На турнире он сыграл в матчах против сборных Колумбии, Уругвая, Венесуэлы, Парагвая, Чили, а также дважды Бразилии.